# ウクライナ正教会 (モスクワ総主教庁系)
ウクライナ正教会（モスクワ総主教庁系）（ウクライナせいきょうかい-モスクワそうしゅきょうちょうけい、ウクライナ語: Українська православна церква Московського патріархату, УПЦ-МП）は、ウクライナにおける正教会の1つである。「自治正教会の広い権を有する自主管理教会」として、ロシア正教会モスクワ総主教庁と関係を保持している。ただし、関係を保持してはいるものの、本項で扱っている教会はロシア正教会とは呼ばれない。ロシア連邦政府も同教会につきウクライナ正教会と呼んでいる。
正教会は1カ国に1つの教会組織を置くことが原則だが（ウクライナ正教会以外の例としてはロシア正教会、ギリシャ正教会、ルーマニア正教会、日本正教会など。もちろん例外もある）、これら各国ごとの正教会が異なる教義を信奉しているわけでは無く、同じ信仰を有している。

## 名称
2018年12月に新生した「ウクライナ正教会」と並んで、2つの主要な「ウクライナ正教会」を区別するため、本項で説明しているウクライナ正教会は「ウクライナ正教会（モスクワ総主教庁系）」（英語の略称では "UOC-MP"）と表記される事が多い。
しかしながら教会側は、自身がウクライナにおいて唯一の教会法上の合法正教会であり、ウクライナ土着の正教会であり、他に教会法上で合法な競合関係にある正教会は存在しないと強く主張することから、自身の名称を単に「ウクライナ正教会」であると主張している。
ウクライナの国家宗教委員会では、「ウクライナ正教会」と登録されているが、2018年12月20日に、新生「ウクライナ正教会」の創設に伴い、ウクライナ議会はウクライナ正教会（モスクワ総主教庁系）に対して、登録名称を変更することを強制する議決をした。ウクライナ正教会（モスクワ総主教庁系）はこれに抗議している。

## 歴史
公式にロシア正教会所属のウクライナのエクザルフ教区ウクライナ正教会は、自らをモスクワ総主教庁下のウクライナ総主教代理教区であったと同時にキエフ（キイウ）およびウクライナにおける全ルーシの正教会の後裔であると捉えている。このことから、ウラジーミル1世（ヴォロディームィル1世）による988年のルーシの洗礼からの直接の系譜を主張している。
新生ウクライナ正教会の前身の1つであるウクライナ正教会・キエフ総主教庁の方が規模と信者数は多いが、ウクライナ正教会（モスクワ総主教庁系）は主要な正教会の建物を多数保持し、ウクライナの東方と南方で優勢である。2008年の時点で42の主教区があり、58人の主教（主教区を管掌する者が42人、補佐が12人、引退した者が4人。その位は府主教10人、大主教21人、主教26人。内訳合計が58人にならない理由は不明）がおり、8516人の司祭と443人の輔祭がいる。
前任の府主教ボロジミルは、「キエフおよび全ウクライナの府主教」の称号を以て、ウクライナ正教会の首座主教として1992年に着座し、2014年7月に永眠した。オヌフリイが後任として2014年8月に着座した。
2018年10月11日にコンスタンディヌーポリ総主教庁がキエフ総主教庁の独立を承認するまでの間、他の全世界の主要な正教会からその教会法上の合法性を承認された唯一の正教会であり、キエフ府主教の公式な座所はキエフにあるキエフ・ペチェールシク大修道院であった。

### ウクライナ正教会（OCU）独立を巡る情勢
ウクライナ正教会（2018年設立）の独立を承認したコンスタンティノープル総主教庁に対して、ロシア正教会モスクワ総主教庁は猛反発し、全面的な断交を宣言した。この問題は、世界中の正教会を巻き込んだ深刻な対立に発展しつつある。

## 2022年ロシアのウクライナ侵攻の影響
一貫してロシア政府を擁護する発言を繰り返しているモスクワ総主教キリル1世は、ソ連崩壊前にKGBのエージェントだったことがソ連公文書館の資料で判明している。1992年4月に大量の旧KGBの極秘文書とともにイギリスに亡命したワシリー・ミトロヒンは「モスクワ総主教庁はロシアの国家機関である」としており、ロシアの諜報機関の前衛組織として使われていると著書で言及している。
ロシア総主教庁に忠誠を誓うUOC-MPもロシアの諜報機関と連携し、モスクワから資金提供を受けていること、2014年春にドネツクとルハンシクで分離主義者の感情を組織化する役割を果たしていたことが指摘されていた。このため、2014年のマイダン革命以来、禁止を望む声があったがそれは一部であった。
しかし、2022年2月24日にロシアがウクライナに侵攻した。ゼレンスキー大統領は「信仰の自由」に関する一線を越えたり、礼拝を保護する上で国際規範に違反することを望まなかったが、以下に記述する諸問題からUOC-MPの禁止を望む国内世論が強まり、UOC-MPの教会や修道院からロシア・ロシア軍への協力の証拠が発見され、看過できない事態となった。このため、12月2日に「ロシア系宗教団体を禁止し、多くの親モスクワ派主教に制裁を課す」という国家安全保障・国防会議の提案を承認する大統領令に署名した。

### 戦災被害
ロシア軍による攻撃でウクライナ各地に甚大な被害が及んだことから、3月26日までにモスクワ総主教庁系（UOC-MP）の数十の小教区や修道院が2018年に独立したウクライナ正教会（OCU）とウクライナへの帰属を選択した。また、同月に開始されたウクライナの学術プロジェクト「Religion on Fire:ウクライナの宗教団体に対するロシアの戦争犯罪の記録」の調査報告（2022年2月24日～8月24日）によると、総主教庁系の156の建物が破壊・損傷の被害を受けている。他はOCUが21、ギリシャ・ローマカトリックが5、プロテスタントが37、イスラム教が5、ユダヤ教が13、その他5となっているが、OCUの建物と数えられてるうちのいくつかはロシア軍の砲撃により教会が損傷したためUOC-MPを離れている。
このため、「ロシアは主にウクライナにある自国の教会を破壊している」と報じられている状況である。

### モスクワ総主教庁系教会への反発
3月29日、モスクワ総主教庁系正教会（UOC-MP）をウクライナから追放する法案がウクライナの議会に提出された。関係団体・機関・教区管理など、所有する全ての財産の国有化も求める内容となっている。法案はウクライナ人の51％が支持していたが、ルスラン・ステファンチューク最高会議議長は「この法案は戦争中は検討されない」と述べた。
4月8日には、ウクライナ西部のウシュホロド市議会の代議員より「ウクライナの国益と領土の一体性を守るため」ウクライナ全土でのロシア正教会・UOC-MPの活動禁止を求める独自の請願が提出された。侵攻後に飛行場からわずか300ｍのUOC-MPの教会から軍事用に梱包された大量の食糧の備蓄や武器が見つかったことや、同月27日にUOC-MP司祭がロシア軍にウクライナ軍の配備についての情報を渡していたと報じられたことなどで、教会周辺の住民が不安を募らせていることが要因と思われる。
以来、ウクライナ各地の市議会がUOC-MPの活動を禁止する決議を行っている。
一連の事態を受けて、司祭たちは汎正教会の法廷に「キリル総主教に対する訴訟」を求める署名を集め、4月10日にはアンドリー・ピンチュク大司祭はキリル総主教がウクライナでのロシア軍の行動を祝福したとして非難している。キーウ（キエフ）府主教区のオヌフリー・ベレゾフスキー大主教はプーチン大統領に対し「同胞が相争う戦争の即時停止」を要請し、エボロジー大主教は司祭たちにキリル総主教のための祈りをやめるよう指示した。
5月12日、侵攻後に起こった一連の問題について議論するため、司教・司祭・修道士・信徒が参加する教会会議を召集。声明では、ウクライナに対するロシアの軍事侵略を非難し、戦争は大きな罪であると強調した。ウクライナが主権国家かつ独立国家であること、ウクライナ軍を支持することを明言、そのうえでゼレンスキー大統領・プーチン大統領・キリル1世に停戦を求めている。
その一方、主教たちはウクライナ正教会（OCU）の独立を承認したポロシェンコ元大統領と独立したOCUの自治権の主張がロシアの侵略の理由のひとつであると述べた。これに対し、ウクライナ国家民族政治・良心の自由委員会は「宗教的憎悪を扇動し、信者の感情を侮辱し、ウクライナに対するロシアの戦争を正当化した」と応じ、OCUの司教会議は「総主教系教会の指導者が何年にもわたってルースキー・ミールを推進」しており「それがわが国に対するロシアの侵略の基盤であり、重要な正当化となった」と非難した。
同月27日には、「評議会は、ウクライナ正教会の完全な独立と、独立について述べているウクライナ正教会の管理に関する法令に関連する追加と修正を採択した」としてキリル1世からの独立を宣言した。具体的に憲章にどのような変更があったのかについては発表されておらず、モスクワ総主教区からの独立であるとはしていない。また、OCUの正統性を認めず、使徒継承の復元と「教会の押収とUOC-MPの小教区の強制移転の阻止」を条件に話し合いに応じるとしている。この決定に先立ち、400以上の教区が離脱しているが、ウクライナ東部の多くの教区はモスクワ総主教区のもとでの忠誠を誓ったという。
同月29日、キリル総主教はモスクワの救世主ハリストス大聖堂にて「ウクライナ正教会が今日いかに苦難を受けているかが十分に理解できる」と述べた。
同年6月3日～5日までの3日間に20以上の小教区（キーウ地域10、ジトーミル地域6、フメリヌィーツィクィイ地域3ほか）がウクライナ正教会（OCU）に管轄権を移行することを決定した。コミュニティの決定を拒否し、鍵を変えたり教区に渡さない司祭もあるという。
キーウ国際社会学研究所の7月の世論調査によると、前年には18％の指示を得ていたUOC-MPへの支持は4％にまで縮小している。ロシア語を話すウクライナ人の間でも13％の支持（OCUは36％）となっている。

### ウクライナ各地の治安措置
同年11月12日、見学ツアーの参加者が「ウクライナが大切な息子や娘を失いつつある時に。キエフ・ペチェールスク大修道院はモスクワの主人を忘れてはいない…2022年11月12日、空襲と同時に。」とのコメントとともに、礼拝の動画を投稿した。動画内ではロシアを賛美する内容の歌が歌唱されており、OCUの司祭が投稿を共有したことからウクライナ国内の注目を浴びることとなった。修道院長は歌唱があった事実を認めている。
同月15日、この件について、SBUが「ロシアの侵略を正当化すること」に関する刑事訴訟を起こしたと報じられた。同月22日にSBUは国家警察・国家警備隊と共同でキエフ・ペチェールスク大修道院の敷地内で「治安措置」を行っていることを公表。翌23日、キエフ・ペチェールスク大修道院、至聖三者大門教会、リウネ地方のサルネンスコ・ポリスカ教区の敷地内で「治安措置」が実施されたと報じられた。記事によると、50人以上がポリグラフの使用を含む詳細な面談を受けており、その中にはロシア国民も含まれていた。書類のチェック中にソ連のパスポート・軍のID（と謄本）、偽造の可能性があるウクライナのパスポートが見つかり、詳細な調査中であるという。またキエフ・ペチェールスク大修道院の敷地内でロシア企業アントバングループのオーナーの管財人であるウクライナ国民が発見された。この措置で、神学校・教区学校の教材として「ロシア人が救世主として描かれている」親ロシア文学、現金（200万フリヴニャ以上、10万ドル以上、数千ルーブル）が押収されている。
ザパルカッチャ州の女子修道院では、20人以上がポリグラフを含む尋問を受け、大量のプロパガンダ文献が発見された。ロシア以外の国や宗教について侮辱的内容を記し、ウクライナの独立権を否定し「ロシア・ウクライナ・ベラルーシは分断できない」と強調するものであった。また教区長の禁止にもかかわらず、修道院は祈りの中でキリル1世の記念を続けており、従わない場合「あらゆる聖職からはずす」と脅していたという。
捜査はウクライナ各地の修道院や教会に拡大し、30人以上の聖職者が捜査を受けたことが報じられた。広範囲に及ぶ治安措置について、キリスト復活総大司教座大聖堂のオレクサンドル府主教は「今、修道院や教会でこれが起こっているのは、心理的につらいことかもしれません」としながらも「しかし、敵のミサイルを誘導するような人がいるよりは、捜査が行われたほうがいいと思います」と話している。
2023年1月1日、ウクライナ文化省はキエフ・ペチェールスク大修道院の2つの施設のリース契約を延長しないことを決定、2つの施設は閉鎖となっている。また、モスクワ総主教庁は2052年まで生神女就寝ポチャイフ大修道院のリース契約を結んでいたが、修道院長である大主教がリース契約の条件に繰り返し違反したことが判明したことから契約終了に十分な法的根拠があると報じられている。

### 聖職者の摘発
- 4月末に拘留されたセベロドネツク教区の司祭は、自身の見解を隠し、占領下のカディエフカに駐留していたコサックの違法武装グループの代表と連絡を取り合っていた。セベロドネツクと付近のウクライナ軍の数と配備に関する情報を収集し、同僚の親ウクライナの司祭をロシアに引き渡したとして、12月7日に懲役12年の判決を受けた[57]。この司祭は、同月14日にワグネル・グループのパイロット2名の遺体とともにロシアに引き渡された[58]。

- 7月22日、ウクライナ中部のヴィニツィアで兵士の葬儀中に、村の教会の責任者であるロシア人司祭が告別の辞を述べていたウクライナ人の軍事司祭を手に持った十字架で殴りつけた[59]。現場にいた複数の軍人が止めに入り、地元民によってFacebookに動画が投稿された[60]。被害者は警察に訴え、傷害とフーリガン行為の疑いで捜査が始まった[61][62][63][60]。条文では最高5年の懲役刑であるという。また村議会は、イベント中に司祭に発言権を与えないことを決定したという[64]。

- 10月2日、ウクライナ保安庁（SBU）が開始した専門家による調査により、ヴィニツィア教区長がロシアの侵略を支持していることが確認されたことが報道された。ヴィニツィア地域の警察署長のFacebookによると、教会と府主教イオナファンの自宅の家宅捜索を行い、プーチン大統領とロシア総主教のウクライナ市民へのアピールやルガンスク・ドネツク人民共和国を承認する内容の印刷物を発見したという[65]。警察は府主教の違法行為に関与した人物を特定するとしており、府主教は「宗教的敵意の扇動」に関与したとして、最大5年の懲役刑に処せられる可能性に直面している[66][67]。府主教はキリル1世の同級生で、メッセンジャーで常にロシア連邦保安庁（FSB）と連絡を取っていたことが判明している[68]。

- 同月31日には、SBUがキロヴォフラド教区とオレクサンドリー教区の指導者・聖職者の家宅捜索を行った。キリル1世とノヴォミルホロド大主教の書簡を発見、ロシア連邦で制作された大量の反ウクライナ資料を押収。発見された本のひとつの著者は、オデッサ教区の元書記で2014年にロシアに亡命した者であるという[69]。

- 11月22日、ホルリフ教区ヤロバ集落のカザン教区の司祭が裁判にかけられることが報じられた。司祭は5月にロシア軍と共謀して占領下の自治体の新しい首長の選出に関わり、9月に逮捕されている[70][71]。

- 12月9日、ブチャの虐殺を行ったとされる第64独立自動車化狙撃旅団と協力し、祝祷を捧げ、教区民に侵略軍を歓迎するよう促した司祭がキーウで裁判中であることが報じられた。第64旅団は458体の遺体を置き去りに撤退したが、遺体のほとんどが子どもを含む民間人のものであった。司祭は「ロシア人に殺すと脅された」と供述しており、罪を認めていないという[16]。

- 2023年1月7日、6つの教区の13人の聖職者がウクライナ市民権を一時停止されたことが報じられた。ドネツク、クリミア、ロマニ、オデッサ、ブコビナ教区の代表者たちである。ロシアのパスポートの所持者、ドネツク人民共和国への協力者などで、すでにロシアに逃亡している者もいるという。将来、強制送還される可能性があるほか、さらに6人に対して同様の措置が検討されていると伝えられている[72][73]。

- 同月9日、ウクライナの裁判所はポチャイウ神学校の学長に「宗教的敵意を扇動した」罪で罰金刑の判決を下した。捜査中、学長は司法取引に応じ、罰金刑に同意したという[74]。